# Coppa Italia Serie A 2022
La Coppa Italia di Serie A 2022 è stata la quarantesima edizione del trofeo.

## Prima fase
Cominciata il 18 agosto, sarebbe dovuta terminare il 28. Viene giocata tra le squadre della poule scudetto non qualificate alle semifinali. Le due vincenti accedono alla seconda fase.
- Campidonico Grizzlies Torino -  Camec Collecchio: 4-3 (4-1; 4-8; 5-2; 2-6; 1-3; annullata; annullata)
- Horta Godo -  Nettuno BC 1945: 2-0 (per ritiro)

## Seconda fase
Giocata il 3 e 4 settembre tra le vincenti della seconda fase e le perdenti delle semifinali per lo scudetto.
- UnipolSai Bologna -  Campidonico Grizzlies Torino: 2-0 (9-2; 4-2)
- Spirulina Becagli BBC Grosseto -  Horta Godo: 2-0 (6-5; 5-1)

## Terza fase
Giocata al meglio delle tre gare il 27 e 28 agosto tra le squadre arrivate tra le prime quattro di ogni girone della poule salvezza. La vincente di ciascuna serie ottiene l'accesso alla quarta fase.
- Big Mat BSC Grosseto -  O.M. Valpanaro Athletics Bologna: 2-0 (4-2; 5-1)
- Hotsand Macerata Angels -  Fontana Ermes Sala Baganza: 2-0 (13-2; 12-3)
- New Black Panthers Ronchi dei Legionari -  BC Settimo: 2-0 (13-3; 2-1)
- Comcor Champion Modena -  Longbridge 2000 Bologna: 2-0 (10-4; 9-0)
- Tecnovap Verona -  Platform-TMC Poviglio: 2-0 (10-3; 10-4)
- ITAS Mutua Rovigo -  Padova Baseball Softball Club: 2-0 (7-3; 4-3)
- Farma Crocetta -  Academy of Nettuno: vittoria di Crocetta per ritiro.
- Cagliari BC -  Senago Baseball: vittoria di Cagliari per ritiro.

## Quarta fase
Giocata il 3 e 4 settembre, raccoglie le squadre vincenti della terza fase in due mini tornei: il concentramento A a Modena e il concentramento B a Verona. Le vincenti si qualificano alla quinta fase.

### Concentramento A
|  | Semifinali           | Semifinali           | Semifinali     |                |                      | Finale               | Finale | Finale |  |
|  |                      |                      |                |                |                      |                      |        |        |  |
|  | Farma Crocetta       | Farma Crocetta       | 8              |                |                      |                      |        |        |  |
|  | Farma Crocetta       | Farma Crocetta       | 8              |                |                      |                      |        |        |  |
|  | Cagliari BC          | Cagliari BC          | 2              |                |                      |                      |        |        |  |
|  | Cagliari BC          | Cagliari BC          | 2              |                | Big Mat BSC Grosseto | Big Mat BSC Grosseto | 3      |        |  |
|  |                      |                      |                |                | Big Mat BSC Grosseto | Big Mat BSC Grosseto | 3      |        |  |
|  |                      |                      | Farma Crocetta | Farma Crocetta | 0                    |                      |        |        |  |
|  | Big Mat BSC Grosseto | Big Mat BSC Grosseto | Farma Crocetta | Farma Crocetta | 0                    | 8                    |        |        |  |
|  | Big Mat BSC Grosseto | Big Mat BSC Grosseto |                |                |                      |                      |        |        |  |
|  | Modena               | Modena               | 3              |                |                      |                      |        |        |  |

|  | Semifinali                | Semifinali                | Semifinali      |                 |                           | Finale                    | Finale | Finale |  |
|  |                           |                           |                 |                 |                           |                           |        |        |  |
|  | Macerata Angels           | Macerata Angels           | 18              |                 |                           |                           |        |        |  |
|  | Macerata Angels           | Macerata Angels           | 18              |                 |                           |                           |        |        |  |
|  | Tecnovap Verona           | Tecnovap Verona           | 4               |                 |                           |                           |        |        |  |
|  | Tecnovap Verona           | Tecnovap Verona           | 4               |                 | New Black Panthers Ronchi | New Black Panthers Ronchi | 0      |        |  |
|  |                           |                           |                 |                 | New Black Panthers Ronchi | New Black Panthers Ronchi | 0      |        |  |
|  |                           |                           | Macerata Angels | Macerata Angels | 5                         |                           |        |        |  |
|  | New Black Panthers Ronchi | New Black Panthers Ronchi | Macerata Angels | Macerata Angels | 5                         | 10                        |        |        |  |
|  | New Black Panthers Ronchi | New Black Panthers Ronchi |                 |                 |                           |                           |        |        |  |
|  | ITAS Mutua Rovigo         | ITAS Mutua Rovigo         | 5               |                 |                           |                           |        |        |  |

## Quinta fase
Comprendente due confronti che qualificano alla Final Four e che si giocano al meglio delle tre gare.
|  | Quarto di finale               |                                |   |   |   |  |
|  |                                |                                |   |   |   |  |
|  | Big Mat BSC Grosseto           | Big Mat BSC Grosseto           | 7 | 0 | 5 |  |
|  | Spirulina Becagli BBC Grosseto | Spirulina Becagli BBC Grosseto | 5 | 2 | 3 |  |

|  | Quarto di finale  |                   |    |   |   |  |
|  |                   |                   |    |   |   |  |
|  | Macerata Angels   | Macerata Angels   | 0  | 0 | - |  |
|  | Fortitudo Bologna | Fortitudo Bologna | 10 | 5 | - |  |

## Final Four
La fase finale si è svolta il 17 e 18 settembre allo stadio Gianni Falchi di Bologna. Partecipano le vincenti della quinta fase e le partecipanti alla finale scudetto.
|  | Semifinali           | Semifinali           | Semifinali |            |                   | Finale            | Finale | Finale |  |
|  |                      |                      |            |            |                   |                   |        |        |  |
|  | Big Mat BSC Grosseto | Big Mat BSC Grosseto | 1          |            |                   |                   |        |        |  |
|  | Big Mat BSC Grosseto | Big Mat BSC Grosseto | 1          |            |                   |                   |        |        |  |
|  | San Marino           | San Marino           | 6          |            |                   |                   |        |        |  |
|  | San Marino           | San Marino           | 6          |            | Fortitudo Bologna | Fortitudo Bologna | 13     |        |  |
|  |                      |                      |            |            | Fortitudo Bologna | Fortitudo Bologna | 13     |        |  |
|  |                      |                      | San Marino | San Marino | 1                 |                   |        |        |  |
|  | Fortitudo Bologna    | Fortitudo Bologna    | San Marino | San Marino | 1                 | 14                |        |        |  |
|  | Fortitudo Bologna    | Fortitudo Bologna    |            |            |                   |                   |        |        |  |
|  | 1949 Parma           | 1949 Parma           | 3          |            |                   |                   |        |        |  |

### Semifinali
| Bologna 14 aprile 2018, ore 15:30 | Big Mat BSC Grosseto | 1 – 6 referto | San Marino | Stadio Gianni Falchi |

| Bologna 14 aprile 2018, ore 20:00 | Fortitudo Bologna | 14 – 3 referto | 1949 Parma | Stadio Gianni Falchi |

### Finale
| Bologna 18 settembre 2022, ore 15:00 | Fortitudo Bologna | 13 – 1 referto | San Marino | Stadio Gianni Falchi |